# زیستگاه صخره‌ای قوچعلی ۵
زیستگاه صخره‌ای قوچعلی ۵ مربوط به دوران پیش از تاریخ ایران باستان است و در شهرستان ایلام، تنگه قوچعلی، دامنه شمالی کوه شلم واقع شده و این اثر در تاریخ ۱۴ مرداد ۱۳۸۲ با شمارهٔ ثبت ۹۵۴۰ به‌عنوان یکی از آثار ملی ایران به ثبت رسیده است.